# قسطرة وريدية
القسطرة الوريدية هي استخدام القسطار للوصول لمجرى دم المريض عن طريق الأوردة. وهي إحدى العمليات الشائعة جداً والأساسية في تقديم الرعاية الطبية للمريض. تُجرى هذه العملية إما لحقن الأدوية والمُغذيات والسوائل أو لسحب عينات الدم من المريض أو لإجراءات طبية أخرى مثل الغسيل الكلوي والفصادة. 
أكثر أنواع القسطرة الوريدية شيوعاً هي القنية الطرفية، وغالباً ما يتم إدخالها في يد أو ذراع المريض. ومن الممكن أيضاً استهداف بعض الأوردة المركزية في الجسم، ولكن بنسبة خطورة أعلى.

## الأنواع
1. قسطر وريدي مركزي
2. قسطار وريدي طرفي

## المخاطر المترتبة
تعد القسطرة الوريدية إحدى طرق نقل العدوى إلى مجرى الدم مباشرة. وبرغم الإجراءات الطبية شديدة الاحتراز، إلا أن هذا الخطر يظل قائماً. ويعد خطر العدوى ضئيلاً في حالات القسطار الوريدي الطرفي، ولكن يزداد بشكل كبير مع القسطار الوريدي المركزي.
يزداد أيضاً خطر دخول الهواء إلى مجرى الدم وتكوين جلطة أثناء عملية إدخال القسطار إلى الوريد. 